# 哈氏弱蜥魚
哈氏弱蜥魚為輻鰭魚綱仙女魚目青眼魚亞目崖蜥魚科的一種，分布於北太平洋日本至白令海海域，屬深海底棲性魚類，深度可達0-1500公尺，體長可達32公分，棲息在底層水域，以甲殼類及橈腳類為食，生活習性不明。

## 擴展閱讀
維基物種上的相關：哈氏弱蜥魚